# Charles Alcock
Charles William Alcock (Sunderland, 2 dicembre 1842 – Londra, 26 febbraio 1907) è stato un calciatore, arbitro di calcio, crickettista e dirigente sportivo inglese.
Fu uno dei maggiori artefici, a livello internazionale, dello sviluppo del cricket e del calcio, oltre ad essere stato l'ideatore della Coppa d'Inghilterra.

## Biografia
Nato a Sunderland, la sua famiglia si trasferì a Chingford, nell'Essex. Educato alla Harrow School, Alcock è stato uno studente ed un appassionato sportivo, con suo fratello maggiore, nel 1859 a Chingford, formò la squadra del Forest Club. È stato un promotore, nel 1863, della fondazione dei Wanderers, che inizialmente erano una squadra prevalentemente di vecchi studenti della Harrow School.
Per la loro influenza nel gioco del calcio i Wanderers sono stati considerati dei precursori del gioco del calcio, come il Marylebone Cricket Club per quel che riguarda il cricket. Sembra inoltre che Alcock abbia giocato per l'Upton Park tra il 1869 e il 1872. Alcock era conosciuto come un potente centravanti dal tiro preciso. Il 6 marzo 1875, è il capitano dell'Inghilterra contro la Scozia, segnando anche un gol nel match finito 2-2. Nella sua carriera sportiva fu anche giocatore di cricket ed altresì organizzatore e dirigente del Marylebone Cricket Club.
È sepolto nel cimitero di West Norwood nel sud di Londra.

## Caratteristiche tecniche
Alcock fu anche un sostenitore chiave ed un pioniere del calcio moderno costituito dal gioco di squadra e dal gioco manovrato.
Il 31 marzo 1866 Alcock è stato il primo calciatore ad essere andato in fuorigioco durante una partita di calcio e a proposito di questa regola, i giocatori in generale ed in particolare Alcock, cercavano dei modi per sfruttare questa nuova regola durante la fase offensiva.
Nel 1870 Alcock fu il primo a riconoscere i benefici di giocare a calcio in un modo "scientifico".
Alcock stesso fu uno dei primi giocatori di calcio per essere descritto nelle cronache sportive come esecutore di quelli che nel calcio "moderno" vengono chiamati schemi, come per esempio nella partita Inghilterra - Scozia del 1871, come riportano le cronache dell'epoca, con un'azione concertata tra lo stesso Alcock, W. C. Butler e R. S. F. Walker, l'Inghilterra riuscì a pareggiare con quest'ultimo giocatore, aggirando la difesa Scozzese con uno schema di gioco.
Nel 1874 Alcock fu il primo ad attuare con costanza l'allora chiamato: "The "Combination game" ovverosia le "Triangolazioni" o le "Geometrie" tra 2 o più giocatori per eludere l'ostacolo degli avversari. Fu un grande estimatore delle nuove metodologie di gioco applicate tra la fase difensiva e quella offensiva.

## Carriera

### Primo incontro internazionale
Alcock fu l'organizzatore della prima partita di calcio internazionale mai disputata e dei successivi incontri internazionali con la Scozia. La prima di queste partite ebbe luogo nel 1870 seguita poi da altri 4 match nei due anni successivi. Dopo la partita del 1870 ci fu del risentimento in Scozia visto che la squadra scozzese era formata da cittadini scozzesi che vivevano a Londra e non da giocatori nati e cresciuti nelle proprie nazioni, come stabilito dai dettami auspicati da Alcock. Infatti la FIFA non riconosce la partita del 1870 come la prima partita tra nazionali, a queste partite fece seguito l'incontro del 30 novembre 1872 tenutosi a Glasgow che è ufficialmente riconosciuto essere la prima partita internazionale di calcio. Alcock stesso fu categorico sulla posizione internazionale dei match del 1870 e si sentì responsabile di definire le regole sulla composizione delle squadre nazionali.

### Coppa d'Inghilterra
Il 20 luglio 1871, Alcock, nella sua posizione di segretario della FA, auspicò un torneo tra tutte le squadre appartenenti all'associazione, così nacque la Coppa d'Inghilterra, primo torneo al mondo di calcio nazionale, basato sulla formula dell'eliminazione agli scontri diretti. Quindici le squadre hanno partecipato alla prima coppa nel 1872 e la finale fu disputata all'Oval storico stadio di cricket nei sobborghi di Londra, sfruttato saltuariamente per partite di calcio. L'utilizzo di questo grande impianto fu possibile grazie al fatto che Alcock era appena diventato segretario della squadra di cricket del Surrey CCC proprietaria dello stadio.
Dopo aver fondato il trofeo, Alcock ne diventò il segretario organizzatore dal 1870 al 1895, prima di diventare Tesoriere Onorario e Vice Presidente.
Alcock ha anche arbitrato tra il 1875 e il 1879 le finali di Coppa d'Inghilterra ed è stato il giornalista responsabile della compilazione del primo "Annuario del Football" nel 1868.